# Summit Entertainment
Die Summit Entertainment LLC (früher Summit Entertainment LP) ist ein US-amerikanisches Filmstudio mit Sitz in Universal City, Kalifornien und ein Tochterunternehmen von Lions Gate Entertainment.

## Geschichte
Summit wurde ursprünglich 1991 von Bernd Eichinger, Arnon Milchan und Andrew G. Vajna gegründet, um als Filmverleih tätig zu sein. 1995 erweiterte Summit seinen Geschäftsbereich auf die Produktion und Co-Finanzierung von Filmen. Ab 1997 wurden Filme auch vollständig finanziert. Offiziell fing Summit 1993 unter dem Namen Summit Entertainment LP als Filmproduktions-, Vertriebs- und Verkaufsgesellschaft an, mit Patrick Wachsberger, Bob Hayward und David Garrett als Gründer. Ein erster Erfolg war der Film American Pie – Wie ein heißer Apfelkuchen, den Summit außerhalb der englischsprachigen Territorien vertrieb.
Summit wurde 2006 ein vollständig unabhängiges Filmstudio, als Robert G. Friedman, ein ehemaliger Manager von Paramount Pictures, die Leitung übernahm. Der neuen Firma wurden durch einen Finanzierungsdeal mit Merrill Lynch und anderen Investoren mehr als eine Milliarde US-Dollar zugänglich, um Entwicklung, Produktion, Akquisition, Marketing und Vertrieb auszubauen.
Nach einer Reihe von Flops wie P2 – Schreie im Parkhaus, Penelope und Spritztour konnte Summit im November 2008 mit der Veröffentlichung von Twilight – Bis(s) zum Morgengrauen, der weltweit mehr als 400 Millionen US-Dollar einspielte, einen ansehnlichen Erfolg verbuchen. Im Frühjahr 2009 wurde Knowing – Die Zukunft endet jetzt veröffentlicht, der weltweit ca. 180 Millionen US-Dollar einspielte. Im November des gleichen Jahres wurde die Fortsetzung New Moon – Bis(s) zur Mittagsstunde veröffentlicht, der ebenfalls wie Twilight auf dem gleichnamigen Roman von Stephenie Meyer beruht. Der Film brach einige Rekorde an der Kinokasse und spielte in den Vereinigten Staaten innerhalb von drei Tagen knapp 143 Millionen US-Dollar ein.
Andere von Summit produzierte Filme sind unter anderen Lieferung mit Hindernissen und Tödliches Kommando – The Hurt Locker, der Summit 2010 den ersten Oscar in der Kategorie Bester Film einbrachte. Auch Filme wie Briefe an Julia und R.E.D. – Älter, Härter, Besser zählen zu Summit-Produktionen. Letzterer wurde 2010 für einen Golden Globe Award in der Kategorie Bester Film – Komödie/Musical nominiert.

### Übernahme durch Lions Gate Entertainment
Im September 2008 kam es zu ersten Übernahmeverhandlungen mit Lions Gate Entertainment, die allerdings zunächst kein Ergebnis erzielten. Am 13. Januar 2012 übernahm Lions Gate dann Summit Entertainment für 412,5 Millionen US-Dollar, die in bar und in Aktien gezahlt wurden.